# Hôtel-de-Ville (quartier de Villeneuve-d'Ascq)
Pour l’article homonyme, voir Hôtel de ville.
Hôtel-de-Ville est un quartier de la ville de Villeneuve-d'Ascq dans le département du Nord.

## Dénomination
Le quartier doit son nom à la présence de l'hôtel de ville de la commune, qui s'y trouve. La partie occidentale du quartier, proche de l'autoroute, est appelée Borne de l'Espoir.

## Géographie

### Délimitations
Le quartier est délimité par le boulevard du Breucq à l'est et la voie ferrée au nord.

## Histoire
Autrefois été situé dans la zone du quartier des carrières souterraines (appelées « catiches ») d'où l'on extrayait la craie. Le territoire du quartier faisait partie de la commune d'Annappes.
En 1971, la construction de la rose des vents commence.
En juin 1973, le conseil municipal fixe le site de la nouvelle mairie à Hôtel de Ville, qui devra être le centre-ville, contre l’avis du maire Jean Desmarets, qui l'aurait voulu au centre géographique de la ville, près du lac Saint-Jean.
Le 28 octobre 1976, le conseil d’administration de l’EPALE adopte pour 1977 un programme partiel de 450 logements dans le quartier de l’Hôtel de Ville. En 1977, les premiers logements sont habités dans le quartier.
Fin 1978, le quartier continue de se développer. À l'hôtel de ville de Villeneuve-d'Ascq, les effectifs du personnel se renforcent, des structures nouvelles adaptées à une ville de plus de 50 000 habitants se mettent en place.
Le 8 novembre 1977 s'ouvre le centre commercial V2. Il est à l'époque de sa création le plus grand centre commercial au Nord de Paris. Agrandi une première fois en 1989, V2 a refait des travaux de réaménagement entre 2004 et 2006.
En 1981, le cinéma Les Cinq Lumières, situé à V2, ouvre. Le secteur piétonnier du centre-ville prend forme. Les  logements, les  bureaux, les  commerces, la place Salvador Allende, le  forum vert, la fontaine, la ludothèque s'installent progressivement.
Le 22 septembre 1984 est inaugurée la médiathèque municipale Till-l'Espiègle. 
En 1986, la Compagnie des Transports de la Communauté Urbaine de Lille offre à la ville de Villeneuve-d'Ascq une motrice de tramway Mongy de série 400. Elle est installée sur la place Van-Gogh et restaurée dans le style de 1922,.
En 1987, un camp destiné à accueillir les gens du voyage est construit près de l'autoroute derrière V2 (il sera déplacé en 2009 à la suite de la construction du Grand stade).
En 1987, la construction du quartier, voulue par l'EPALE et la municipalité, se termine.
En 1994, commencent les travaux de construction du bowling Van Gogh.
Le 14 décembre 1996 est inauguré le Forum des sciences François Mitterrand en présence de Danielle Mitterrand. Le même jour est également inauguré le site internet de la ville.
En 1998, le cinéma Les Cinq Lumières, situé à V2, ferme. C'était le seul cinéma de la ville (il y avait cependant 2 cinéclubs).
En 2007 est lancé le projet d'un nouveau centre commercial, Heron Parc. Ce projet avait été évoqué dès 1991 mais plusieurs fois abandonné, notamment du fait des carrières situées sur cette zone laissée en friche. Les travaux ont commencé activement en 2009 et la plupart des enseignes ont ouvert à l'été. Un complexe UGC-Ciné Cité ouvre ses portes en novembre 2009.
Après l'échec de la reconstruction de l'ancien stade lillois Grimonprez-Jooris, un contrat a été signé le 15 octobre 2008 avec Eiffage pour la construction d'un grand stade de 50 000 places. Les travaux de terrassements et d'assainissements ont démarré le 7 juillet 2009. Le 17 août 2012, le Grand Stade Lille Métropole est pour la première fois ouvert au public pour le match de football LOSC-AS Nancy-Lorraine,. Il est, lors de sa livraison, le troisième plus grand stade français derrière le Stade de France de Saint-Denis et le Stade Vélodrome de Marseille. Pour le stade, le boulevard de Tournai et le boulevard de Valmy, puis en 2013 la rue du Ventoux, sont transformés. Le 21 juin 2013, en hommage à l'ancien Premier Ministre et maire de Lille, décédé le 7 juin 2013, le Grand Stade est rebaptisé Stade Pierre-Mauroy.

## Centre-ville et centre administratif

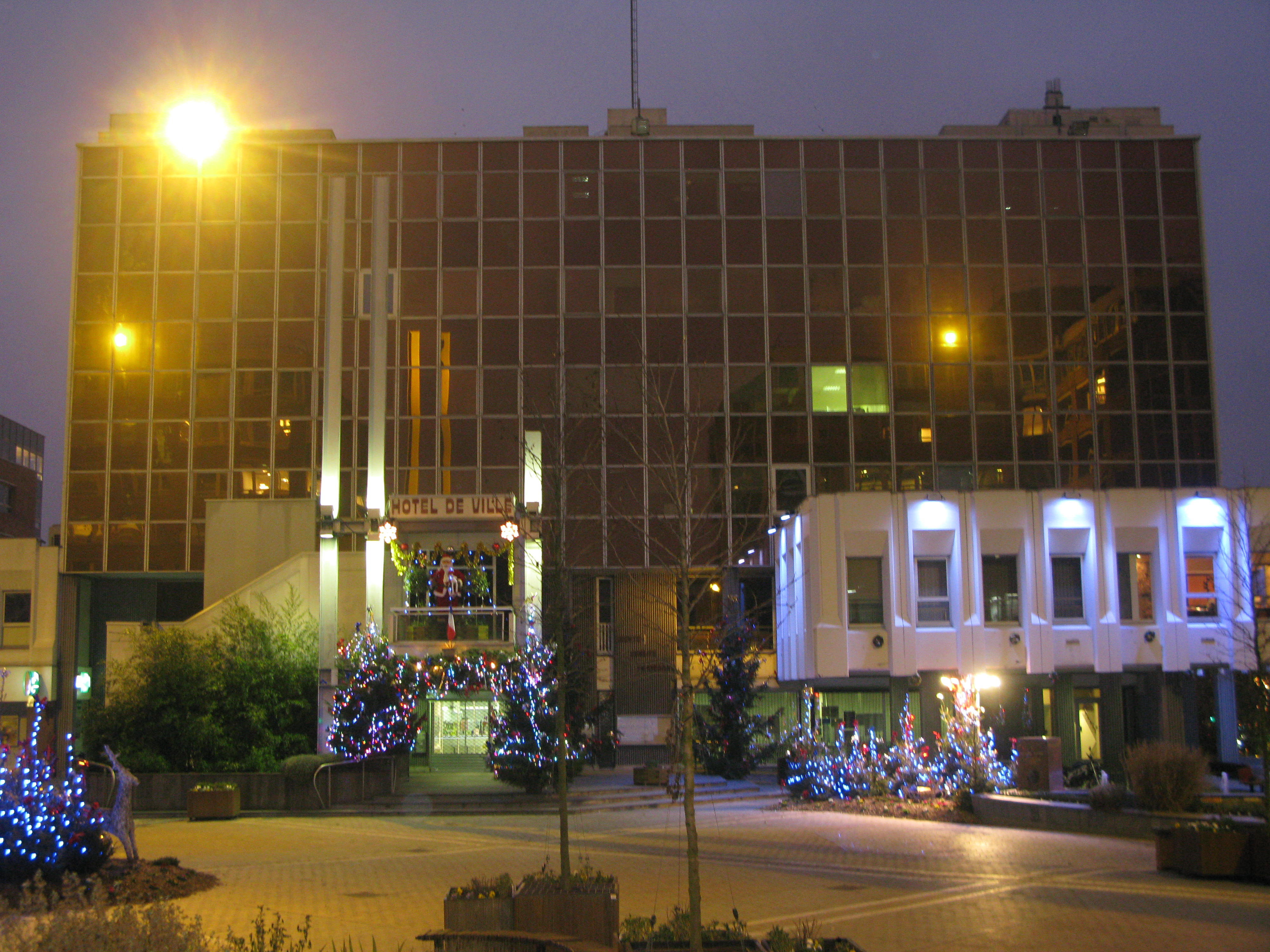
Hôtel de ville de Villeneuve-d'Ascq

Le quartier abrite l'hôtel de ville, un grand immeuble moderne devant une place avec des jets d'eau, la place Salvador Allende, sur laquelle sont affichés les articles de la déclaration universelle des droits de l'homme.
Bien que ce quartier soit situé au sud-ouest de la commune, les urbanistes ont décidé dès la création de la ville nouvelle d'en faire le centre-ville, parce que le quartier est situé entre le campus de l'Université Lille 1 et celui de l'Université Lille 3.

## Culture et loisirs
Le quartier accueille le théâtre de la ville, la scène nationale La rose des vents, non loin de la bibliothèque-médiathèque et de la ludothèque municipales. Le Forum départemental des sciences de Villeneuve-d'Ascq avec son planétarium y est également installé. On y trouve aussi un petit jardin public, appelé « le Forum vert ». 
Jusque 1998, le cinéma Les Cinq Lumières était situé dans le centre commercial V2. Un complexe UGC-Ciné Cité (12 salles et 2 858 fauteuils) a ouvert ses portes en novembre 2009.

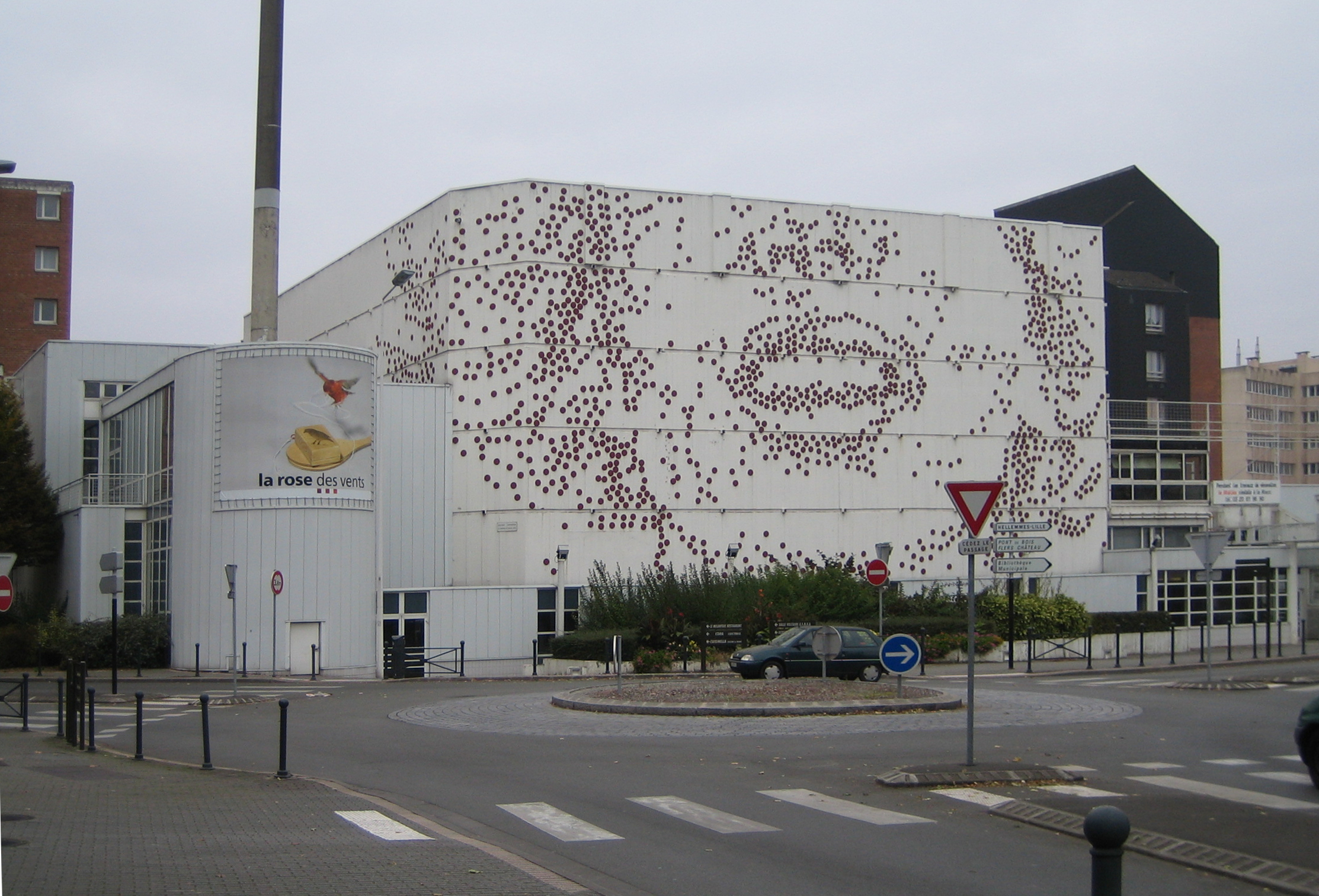
La rose des vents
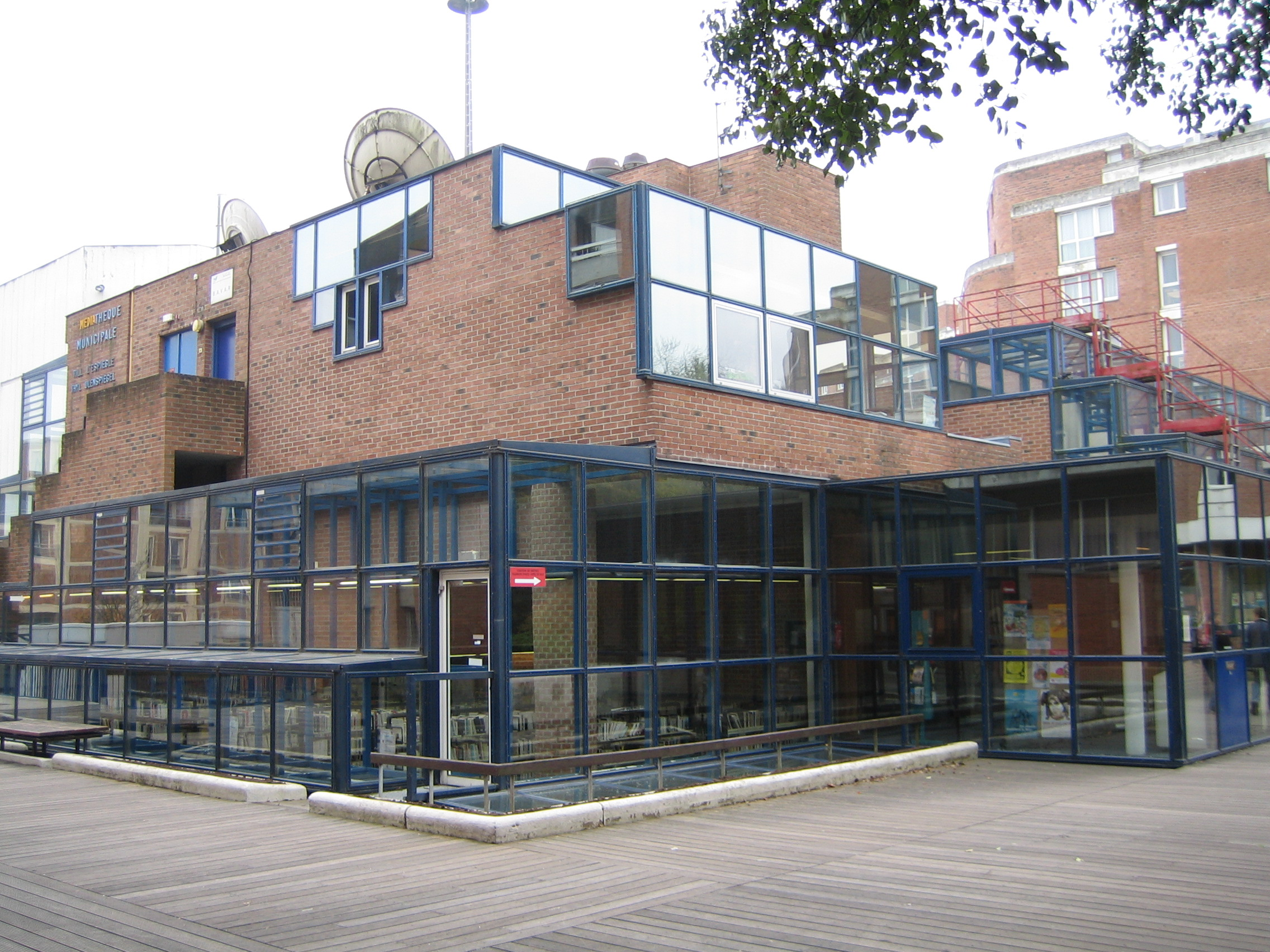
La médiathèque
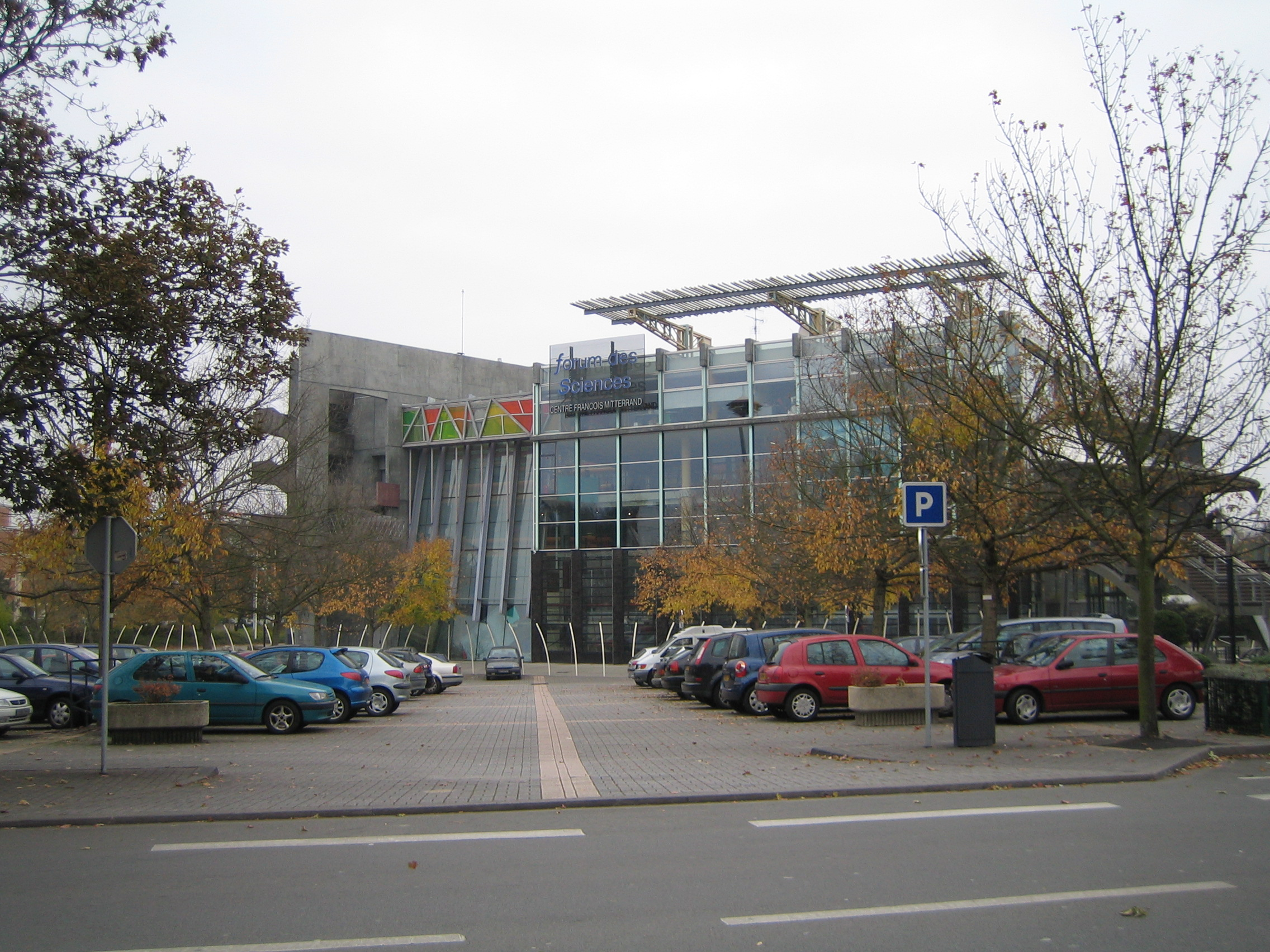
Forum départemental des sciences de Villeneuve-d'Ascq

## Commerce

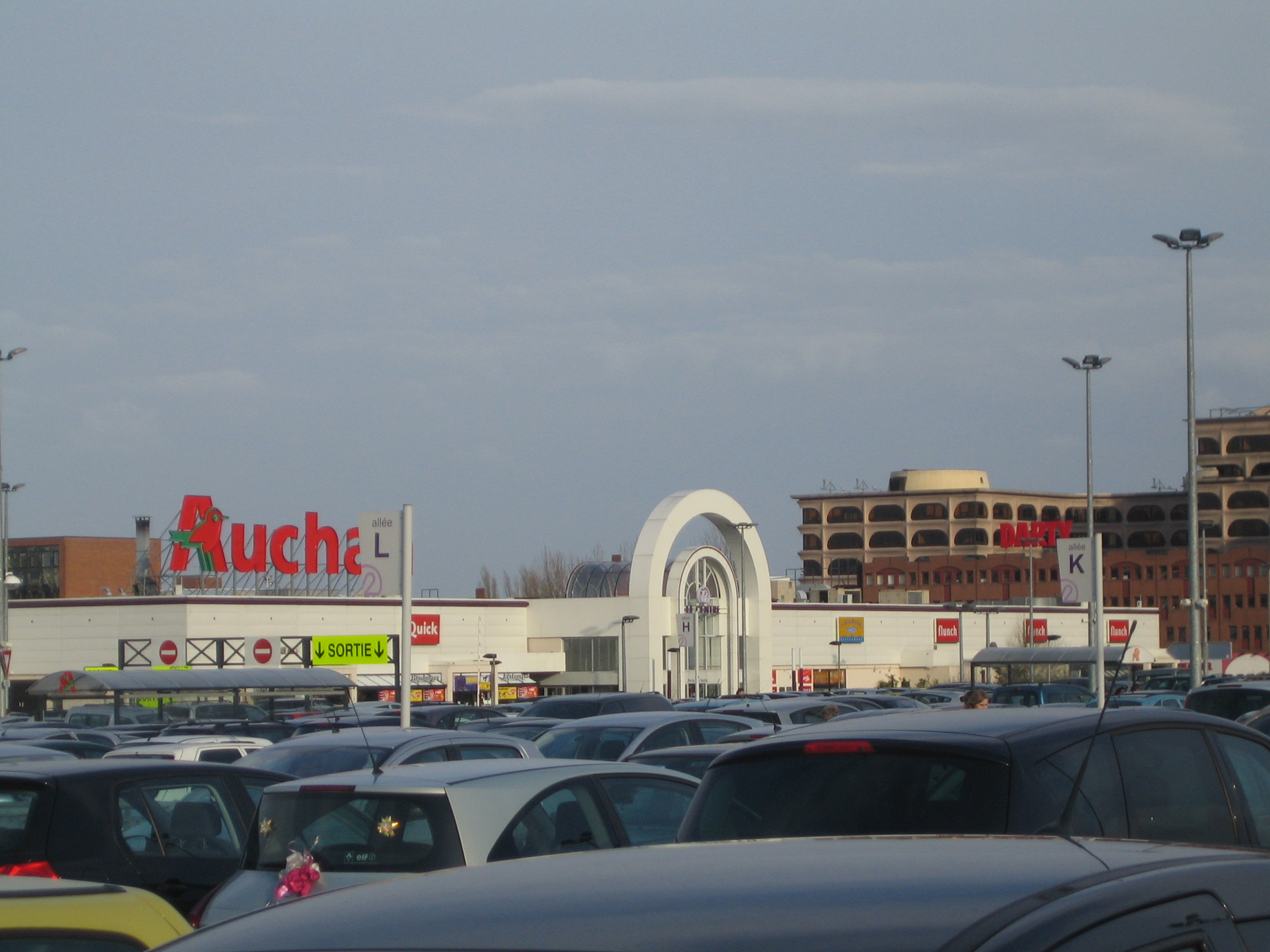
Centre commercial Auchan-V2

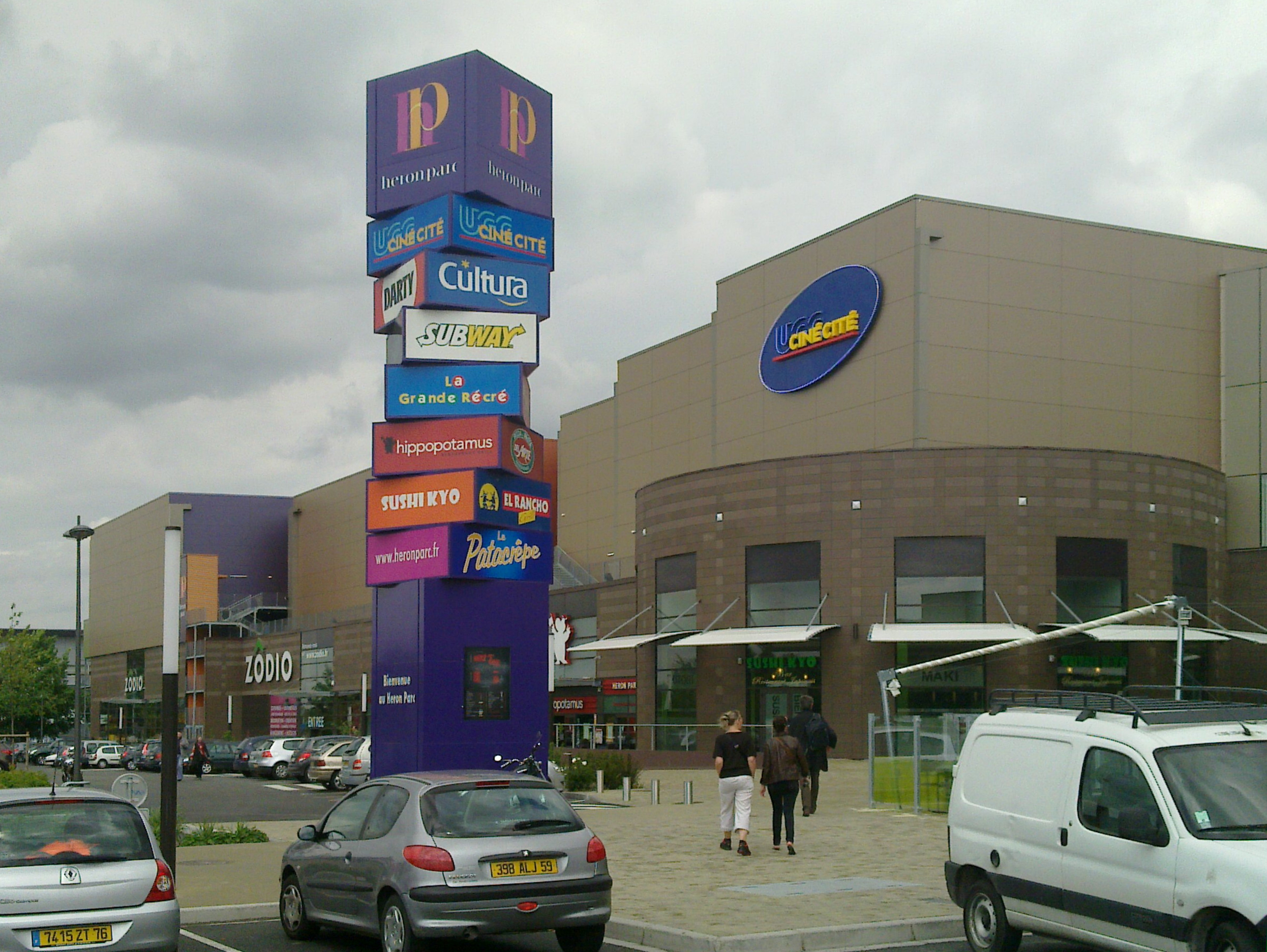
Centre commercial Heron Parc

Le quartier abrite deux énormes zones commerciales :
- Le centre commercial V2, depuis 1977. Il demeure en 2004 la plus grande zone commerciale du Nord-Pas-de-Calais. On y trouve, en plus de l'hypermarché Auchan, 150 magasins. Il est entouré de nombreuses autres grandes enseignes venues s'installer à son voisinage immédiat, en grande majorité du groupe Mulliez : Décathlon, Norauto, Kiabi, Saint-Maclou, Boulanger, Picwic, Leroy Merlin etc.

- Juste derrière V2 a ouvert un nouveau centre en 2009, Heron Parc. Le centre accueille un complexe cinématographique, de nombreux restaurants ainsi que 13 000 m2 de surface commerciale où sont installés Go Sport, Cultura, Milonga et Darty (ce dernier était auparavant en face de V2).

La grande chaussée haute piétonne, appelée Chaussée de l'Hôtel de Ville, devait aussi lors de la création de la ville, être un lieu de commerce intense. Cela n'a cependant pas eu le succès escompté et est qualifié d'échec dès 1987. On y trouve cependant quelques restaurants et brasseries (français, libanais, flamand, chinois, italien etc.).

## Enseignement
C'est dans ce quartier que s'est installée l'École nationale supérieure d'architecture et de paysage de Lille.

## Sport
Le quartier accueille sur le site de la « Borne de l'espoir » le Stade Pierre-Mauroy, un stade d'environ 50 000 places. Le club de football LOSC Lille Métropole est le résident de ce stade conçu pour répondre aux critères « 5 étoiles » de l'UEFA  (configuré pour accueillir toutes les plus grandes compétitions mondiales et européennes), mais l'équipement est aussi utilisé pour d’autres manifestations, notamment culturelles et festives.

## Sites remarquables
- Mongy no 433 posé sur la place Van-Gogh[5] ;
- Chapelle de la Croisée des Chemins ;
- Place Salvador-Allende et stèle érigée en hommage au politicien chilien.

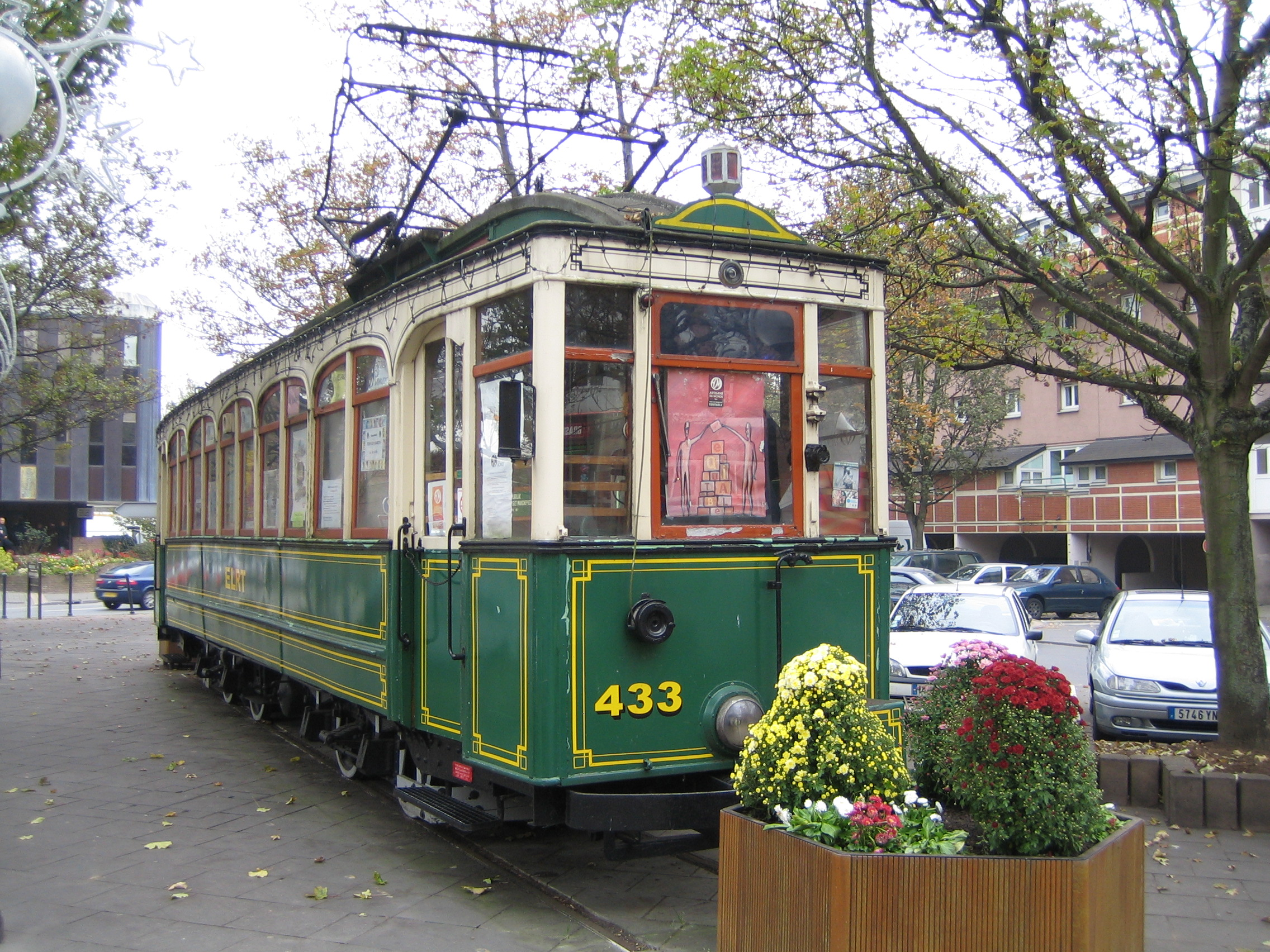
Vieux tramway, place Van-Gogh
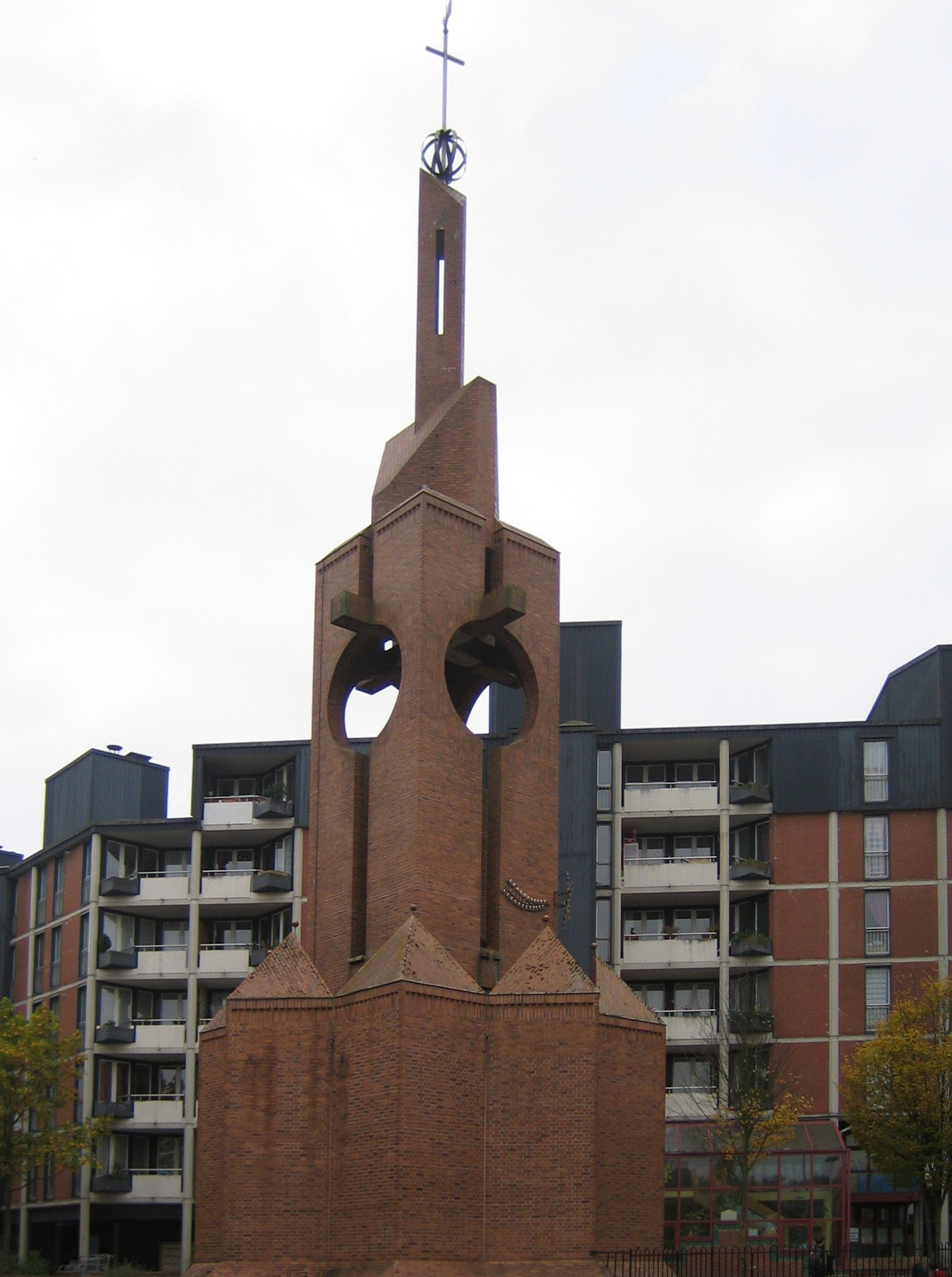
Chapelle de la Croisée des Chemins

## Transport
- La ligne 1 du métro de Lille exploitée par Ilévia dessert le quartier via la station Hôtel de Ville.
- Le quartier est desservi par Ilévia par les lignes de bus suivantes : 13, 18, 32, N1, CO1 et CO3[19].